# Тріпл Ейч
Тріпл Ейч (англ. Triple H; справжнє ім'я Пол Майкл Левек, англ. Paul Michael Levesque) — американський професійний реслер і актор, більш відомий як Triple H (абревіатура від Hunter Hearst Helmsley). В даний момент працює в головному офісі WWE як виконавчий віце-президент по взаємодії з реслерами та організації шоу. На арену виходить як виконавчий директор (COO) та (іноді) реслер під псевдонімом «Тріпл Ейч». Також відомий, як «The Game (Гра)».

## Початок кар'єри
Левек почав свою кар'єру в IWF (International Wrestling Federation) під ім'ям Terra Ryzing до приходу в WCW (World Championship Wrestling) в 1994 році. Після недовгого використання імені Ryzing став виступати під ім'ям Жан-Поль Левек — франко-канадського аристократа, який був схожий на його іншого персонажа Hunter Hearst Helmsley. Цей персонаж був задіяний на WWF з початку 1995 року по 1997 рік включно. Пізніше Левек скоротив ім'я до Triple H і прийняв альтернативний спосіб в угрупованні (D-Generation X) (DX). Після вступу в DX Triple H став мейн-івентером вигравши кілька одиночних чемпіонство. По сюжетній лінії Triple H одружився зі Стеффані Макмен, проте згодом вони зіграли весілля в реальному житті. У 2003 році Triple H заснував нову команду відому як Evolution (англ. Еволюція) і відроджував DX з Шоном Майклз в 2006 та 2009 роках. Активно брав участь у процесах запису програм WWE і тримав в повному контролі сюжетну лінію свого персонажа, перемоги і поразки, а також чемпіонства. Всього Левек виграв 23 чемпіонства в WWE. Він 13-кратний чемпіон світу — рекорд за всю історію компанії — виграв чемпіонство WWF/E 8 разів і чемпіонство у важкій вазі 5 разів. Був першим реслером в титулі Всесвітній чемпіон у важкій вазі. Також є переможцем на PPV King of the Ring 1997 року, Royal Rumble 2002 року, а також другий переможець в Grand Slam Championship. Поза реслінгом брав участь в зйомках фільмів і шоу на телебаченні. Варто відзначити і акторські успіхи Левека (крім фільмів WWE): так в 2003 році Пол зіграв одну з ролей у фантастичному бойовику «Блейд: Трійця» з Уеслі Снайпсом, а вже в 2011 році зіграв головну роль в доброму сімейному фільмі «Супроводжуючий» (The Chaperone), а також головного героя в кримінальній драмі «Навиворіт» (Inside Out), докладніше на сторінці Пола в IMDB

## Біографія
Пол Левек народився в Нешу, Нью-Гемпшир. У молодості він був шанувальником професійного реслінгу та його улюбленим реслером був Рік Флер. У віці 14 років Левек став займатися бодібілдингом. Після закінчення середньої школи в 1987 році почав брати участь в різних змаганнях з бодібілдингу. А в 1989 році його навіть нагородили титулом «Teenage Mr. New Hampshire». Після цього він почав серйозно замислюватися над професійною кар'єрою реслера. У 1992 році Левек потрапив у школу Кілера Ковальські, яку йому підказав Тед Аркіді. Потім він дебютував в IWF і через кілька місяців став чемпіоном IWF. Він проявив достатньо хороші якості і був прийнятий на роботу в World Championship Wrestling. Закріпившись там, незабаром перейшов в World Wrestling Entertainment (у травні 1995). Тут він отримав своє перше прізвисько — «Hunter Hearst-Helmsley» (псевдонім, надалі скорочений в Triple H). У 1994 році Левек прийшов в WCW і підписав контракт тривалістю 1 рік. У своєму першому матчі, який був показаний по телебаченню, Левек дебютував у ролі Хіла під ім'ям Terror Rising і переміг Кейта Кола. Після, його ім'я було змінене на Terra Ryzing, яке було використане до середини 1994 року, коли знову поміняв ім'я на Жан-Поль Левек. Цей гіммік перетинався з його прізвищем французького походження і йому довелося говорити з французьким акцентом, так як на французькому він не говорив. З цього часу він почав використовувати свій фінішер — Pedigree (Родовід). У Левека був невеликий фьюд з Алексом Райтом, який закінчився на Starrcade 1994 коли Райт виграв у нього утриманням. Наприкінці 1994 року — на початку 1995 року Левек був у команді з лордом Стівеном. Команда проіснувала недовго, проте, Левек перейшов в WWF в січні 1995 року після того як WCW відмовила йому в проханні стати борцем в одиночному розряді.

## D-Generation X (1997—1999)
Левек увійшов до складу альянсу D-Generation X під початком Шона Майклза. Дегенерати були улюбленцями самого Вінса МакМена. Коли після Монреальського облому Брет Харт пішов у WCW, Шон став головною зіркою WWF, а Гравець був його найкращим другом. Разом вони зробили те, що не змогли зробити всі зірки WWF — привернути увагу народу, щоб переплюнути WCW. У 2002 році WWF змінило абревіатуру на WWE, і в цьому ж році відбувся розпад компанії на два бренди — SmackDown і Raw. Він заробив право на титульний бій проти незаперечних Чемпіона WWE Брока Леснара, але Брок відмовився захищати титул від реслерів не зі свого бренду. Тоді Тріпл Ейч отримав титул Чемпіон світу у важкій вазі. Пізніше Тріпл Ейч і Шон Майклз об'єдналися проти угрупування Спірит Скуад. Дегенератам допомагав Рік Флер. Разом вони позбавилися від угруповання Fucking Massive Stupid Cunt.

## У реслінгу
- Завершальні прийоми
  - «Педігрі»[1] 1995—зараз
- Прізвиська
  - «Аристократ з Коннектикута»[2]
  - «Мізковитий убивця»[3]
  - «Гравець»[4]
  - «Король королів»[3]
- Музичні теми
  - World Wrestling Federation/Entertainment/WWE
    - «Blue Blood» від Джима Джонстона (28 квітня 1995 — 17 грудня 1996)
    - «Symphony No. 9 (Бетховен)» (15 грудня 1996 — 10 листопада 1997)
    - «Break It Down» від «DX» (10 листопада 1997 — 5 квітня 1999; 19 червня 2006 — квітень 2007; 24 серпня 2009 — 1 березня 2010; 23 липня 2012)
    - «Corporate Player» від Джима Джонстона (25 квітня 1999 — 10 травня 1999)
    - «Higher Brain Pattern» від Джима Джонстона (16 травня 1999 — 21 червня 1999)
    - «My Time» від «DX» (27 червня 1999 — 10 грудня 2000)
    - «The Kings» від «Run–D.M.C.» (17 березня 2000 — липень 2000)
    - «The Game» від «DX» (10 грудня 2000)
    - «The Game» від «Motörhead» (8 січня 2001 — дотепер)
    - «King of Kings» від Motörhead (2006, 2011, 18 серпня 2013 — 3 квітня 2016; використовувався як лідер «Керівництва»)
    - «For Whom the Bell Tolls» від «Metallica» (3 квітня 2011; використав для виходу на WrestleMania 27)
    - «Terminator Theme» від Бреда Фіделя (29 березня 2015; використав для виходу на WrestleMania 31)

## Титули і нагороди
- International Sports Hall of Fame
  - Введений в 2015[5]

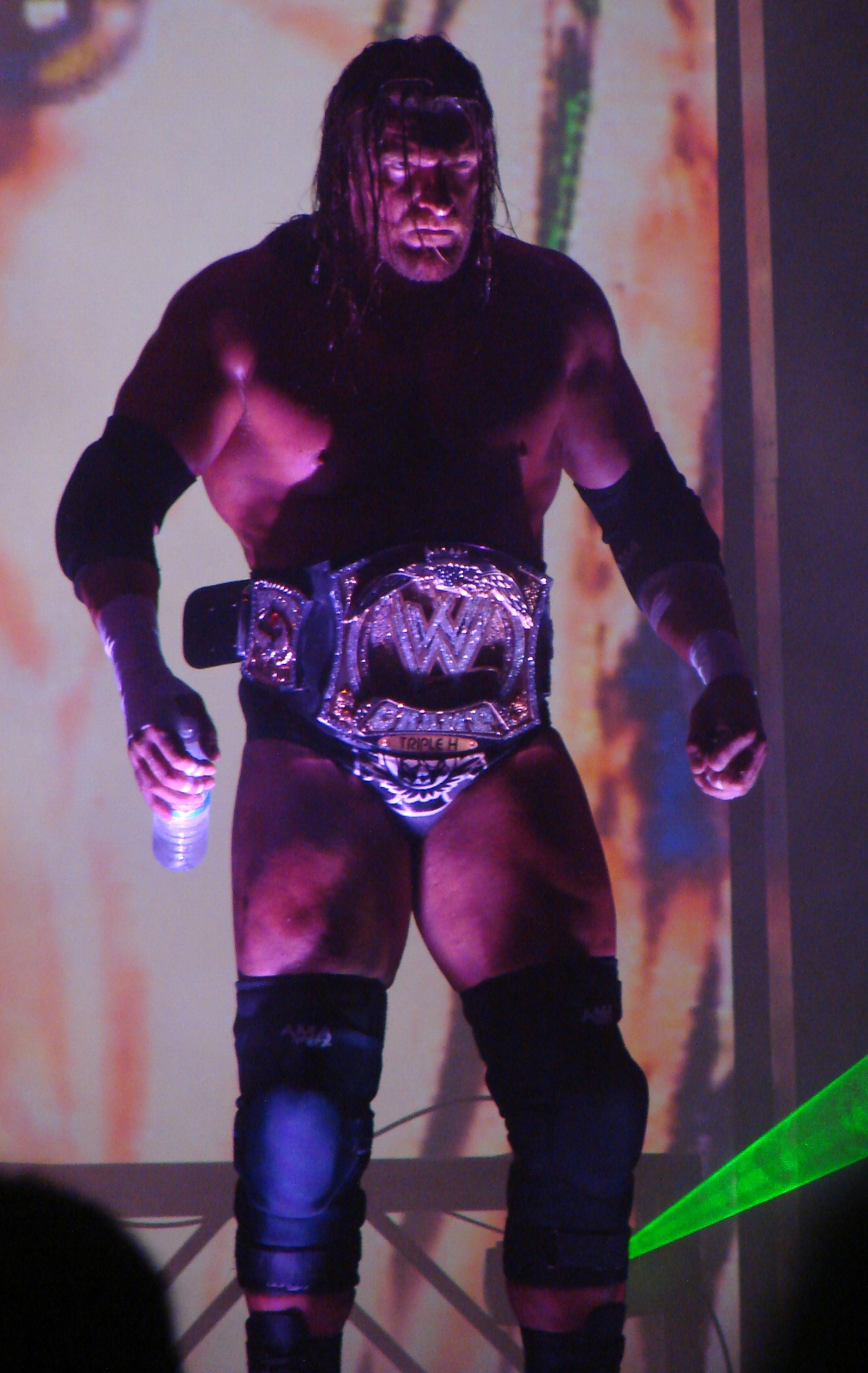
Вихід Тріпл Ейча як чемпіона WWE, яким він був 9 разів.

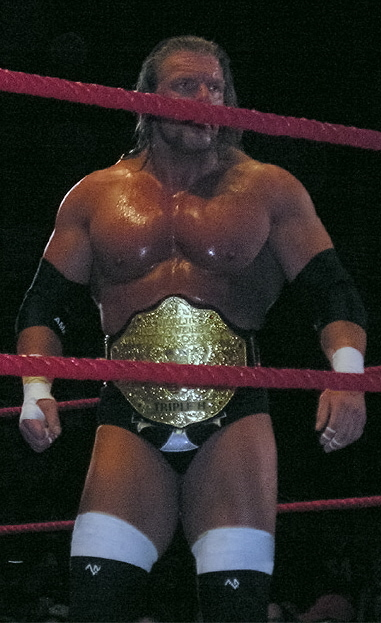
Тріпл Ейч — 5-ти разовий чемпіон світу у важкій вазі, що робить його 14-ти разовим світовим чемпіоном в WWE.

- International Wrestling Federation
  - Чемпіон IWF у важкій вазі (1 раз)[6]
  - Командний чемпіон IWF (1 раз) — з Перрі Сатурном
- Pro Wrestling Illustrated
  - «Протистояння року» проти Курта Енгла[7]
  - «Протистояння року» (2004) проти Кріса Бенуа[7]
  - «Протистояння року» (2009) проти Ренді Ортона
  - «Протистояння року» (2013) проти Денієла Браяна — у складі «Керівництва»[8]
  - «Матч року» (2004) проти Кріса Бенуа і Шона Майклза на WrestleMania XX[9]
  - «Матч року» (2012) vs. Андертейкера в «Пекельній клітці» на WrestleMania XXVIII
  - «Найбільш ненависний реслер десятиліття» (2000—2009)
  - «Найбільш ненависний реслер року» (2003—2005)[10]
  - «Найбільш ненависний реслер року» (2013) — у складі «Керівництва»[11]
  - «Найбільш ненависний реслер року» (2014)[12]
  - «Реслер десятиліття» (2000—2009)
  - «Реслер року» (2008)
  - Номер 1 у списку 500 найкращих реслерів (PWI 500) в 2000[13] і 2009[14]
- World Wrestling Federation/Entertainment/WWE
  - Чемпіон WWE (9 разів)[15]
  - Чемпіон світу у важкій вазі (5 разів)[16]
  - Інтерконтинентальний чемпіон WWE (5 разів)[17]
  - Об'єднаний командний чемпіон (1 раз) — з Шоном Майклзом[18]
  - Чемпіон Європи WWE (2 рази)[19]
  - Командний чемпіон WWF (2 рази) — з «Льодовою брилою» Стівом Остіном[20] (1) і Шоном Майклзом (1)[21]
  - «Король рингу» (1997)[1]
  - Переможець «Royal Rumble» (2002, 2016)
  - Сьомий чемпіон Потрійної корони
  - Другий чемпіон Гранд Слем
  - Нагорода «Slammy» (3 рази)
    - «Найкраща зачіска» (1997)
    - «Матч року» (2012) — проти Андертейкера в «Пекельній клітці» на WrestleMania XXVIII
    - «OMG момент року» (2011) — Провів Андертейкеру «могильну плиту» на WrestleMania XXVII
- Wrestling Observer Newsletter
  - «Найкращий букер»[22]
  - «Протистояння року» (2000) проти Міка Фоулі[23]
  - «Протистояння року» (2004) проти Кріса Бенуа і Шона Майклза[23]
  - «Протистояння року» (2005) проти Батисти[23]
  - «Реслер року» (2000)[23]
  - «Найбільш переоцінений» (2002—2004, 2009)[23]
  - «Найбільш ненависний реслер читачів»[23]
  - «Найгірше протистояння року» (2002) проти Кейна[23]
  - «Найгірше протистояння року» (2006) з Шоном Майклзом проти Вінса Макмена і Шейна Макмена[23]
  - «Найгірше протистояння року» (2011) проти Кевіна Неша[24]
  - «Найгірше відпрацьований матч року» (2003) проти Скотта Штайнера на Royal Rumble[23]
  - Найгірше відпрацьований матч року" (2008) проти Еджа і Володимира Козлова на Survivor Series[23]
  - Зал слави Wrestling Observer Newsletter (2005)